# Paulo Vallada
António Guilherme Paulo Vallada ComM • ComMAI (Porto, 1924 – Porto, 9 de Junho de 2006) foi um político e empresário português.

## Biografia
Paulo Vallada licenciou-se em Engenharia Civil, pela Faculdade de Engenharia da Universidade do Porto, em 1949 e, no ano seguinte, fez um curso de pós-graduação no Instituto Politécnico de Milão. Iniciou a sua actividade profissional em Moçambique nos anos 50 e rapidamente começou a distinguir-se pela criação e administração de dezenas de projectos empresariais bem-sucedidos.
Depois de ter assumido a direcção da Associação Comercial do Porto, em 1979, a presidência da Câmara Municipal do Porto, entre 1982 e 1985, surgiu quase como único cargo à medida de um homem que batalhava incansavelmente pela sua cidade e pelo Norte do país. Durante esses anos, bateu-se pela concretização do projecto de navegabilidade do rio Douro e pela criação do Parque da Cidade. Foi eleito pelo Partido Social Democrata. Por motivo de doença foi temporariamente substituído por Carlos Brito, vereador do mesmo partido e ex-governador civil do Porto.
Paulo Vallada escreveu livros — entre os quais se encontra A Utopia Viável — e colunas de opinião no diário Jornal de Notícias, participou em inúmeras obras públicas, concursos e realizações, teve uma intensa actividade sociocultural e de intervenção cívica.
Recebeu várias condecorações, como a de Cavaleiro-Comendador Honorário da Excelentíssima Ordem do Império Britânico e a de Cavaleiro-Comendador Honorário da Distintíssima Ordem de São Miguel e São Jorge. A 2 de Dezembro de 1982 foi feito Comendador da Ordem Civil do Mérito Agrícola e Industrial Classe Industrial e a 29 de Novembro de 2004 foi feito Comendador da Ordem do Mérito.